# Erythronychia minor
Erythronychia minor är en tvåvingeart som beskrevs av Malloch 1932. Erythronychia minor ingår i släktet Erythronychia och familjen parasitflugor. Inga underarter finns listade i Catalogue of Life.